# Fame (singolo Grace Jones)
   Fame     è un singolo promozionale della cantante giamaicana Grace Jones pubblicato nel 1978 come terzo singolo dell'album Fame.

## Descrizione
Il brano, scritto da Jack Robinson e Gil Slavin, fu pubblicato per il solo mercato del nord America. Abbinato a Do or Die e Pride, raggiunse il terzo posto della classifica Hot Dance Club Play.

## Tracce
- US 12" promo single

1. "Fame (Edit)" –  4:51
2. "Am I Ever Gonna Fall In Love In NYC" –  5:28